# داني أودونيل
داني أودونيل (بالإنجليزية: Danny O'Donnell)‏ (27 فبراير 1939 في المملكة المتحدة - ) هو لاعب كرة قدم بريطاني في مركز مهاجم داخلي. لعب مع تونبريدج أنغلز ونادي بريتشين سيتي ونادي برينتفورد ونادي دمبرتون وفايل أوف ليفن ‏.